# Cantón de Florensac
El cantón de Florensac era una división administrativa francesa, que estaba situada en el departamento de Hérault y la región de Languedoc-Rosellón.

## Composición
El cantón estaba formado por cuatro comunas:
- Castelnau-de-Guers
- Florensac
- Pinet
- Pomérols

## Supresión del cantón de Florensac
En aplicación del Decreto nº 2014-258 de 26 de febrero de 2014, el cantón de Florensac fue suprimido el 22 de marzo de 2015 y sus 4 comunas pasaron a formar parte del nuevo cantón de Pézenas.